# Boogie with Canned Heat
| Recensione              | Giudizio        |
| ----------------------- | --------------- |
| AllMusic                | [ 2 ]           |
| Sputnikmusic            | 4.0 (Excellent) |
| Dizionario del Pop-Rock | [ 4 ]           |
| 24.000 dischi           | [ 5 ]           |

Boogie with Canned Heat è il secondo album in studio del gruppo musicale statunitense Canned Heat, pubblicato nel gennaio 1968 dalla Liberty Records.
Nella ristampa su CD del 1999 della Magic Records sono presenti sei brani aggiuntivi.

## Tracce
Edizione originale in vinile
- Lato A

1. Evil Woman – 2:55 (Larry Weiss)
2. My Crime – 3:56 (Canned Heat)
3. On the Road Again – 4:55 (Jim Oden)
4. World in a Jug – 3:23 (Robert Hite Jr.)
5. Turpentine Moan – 2:55 (Canned Heat)
6. Whiskey Headed Woman No. 2 – 2:51 (Canned Heat)

- Lato B

1. Amphetamine Annie – 3:33 (Canned Heat)
2. An Owl Song – 2:41 (Alan Wilson)
3. Marie Laveau – 5:10 (Henry Vestine)
4. Fried Hockey Boogie – 11:04 (Samuel L. Taylor)

Il brano On the Road Again nell'EP originale assegnato a Jim Oden, nella ristampa su CD a Floyd Jones e Alan Wilson
Ristampa in CD del 1999, pubblicato dalla Magic Records (4980302)
1. Evil Woman – 3:02 (Larry Weiss)
2. My Crime – 3:59 (Canned Heat)
3. On the Road Again – 5:01 (Floyd Jones, Alan Wilson)
4. World in a Jug – 3:26 (Robert Hite Jr.)
5. Turpentine Moan – 2:54 (Canned Heat)
6. Whiskey Headed Woman No. 2 – 2:51 (Canned Heat)
7. Amphetamine Annie – 3:31 (Canned Heat)
8. An Owl Song – 2:45 (Alan Wilson)
9. Marie Laveau – 5:08 (Henry Vestine)
10. Fried Hockey Boogie – 11:08 (Samuel L. Taylor)
11. On The Road Again – 3:22 (Floyd Jones, Allan Wilson) – Bonus Track - Single Version
12. Boogie Music – 2:46 (L.T. Tatman III) – Bonus Track - Single Version
13. Goin' Up The Country – 2:52 (Alan Wilson) – Bonus Track - Single Version
14. One Kind Favor – 4:55 (Adattamento e arrangiamento di L.T. Tatman III) – Bonus Track
15. Christmas Blues – 2:36 (Frank Cook, Larry Taylor, Henry Vestine, Alan Wilson, Bob Hite Jr.) – Bonus Track
16. The Chipmunk Song – 2:49 (Ross Bagdasarian) – Bonus Track

## Formazione
Musicisti
- Bob The Bear Hite – voce solista
- Alan Blind Owl Wilson – chitarra slide, voce, harp
- Henry Sunflower Vestine – chitarra solista
- Larry The Mole Taylor – basso
- Adolfo Fito De La Parra – batteria

Musicisti aggiunti
- Dr. John Creaux – arrangiamento dei fiati, pianoforte[1]
- Sunny Land Slim – pianoforte (brano: Turpentine Moan)[8]

Note aggiuntive
- Dallas Smith – produttore
- Dino (Dino Lappas) e Lanky (Lanky Linstrot) – ingegneri delle registrazioni[8]